# Sympistis sokar
Sympistis sokar là một loài bướm đêm thuộc họ Noctuidae. Loài này có ở Oregon.